# Saint-Étienne mod. 1907
La Saint-Étienne mod. 1907 o Saint-Étienne Mle 1907 (mle è l'abbreviazione del francese modèle, modello) è stata la mitragliatrice pesante dell'esercito francese dal 1914 fino al 1916 quando fu sostituita gradualmente dalla
Hotchkiss Mle 1914, conseguentemente le Saint-Étienne furono vendute a cobelligeranti, segnatamente l'Italia o trasferite su fronti minori.

## Storia

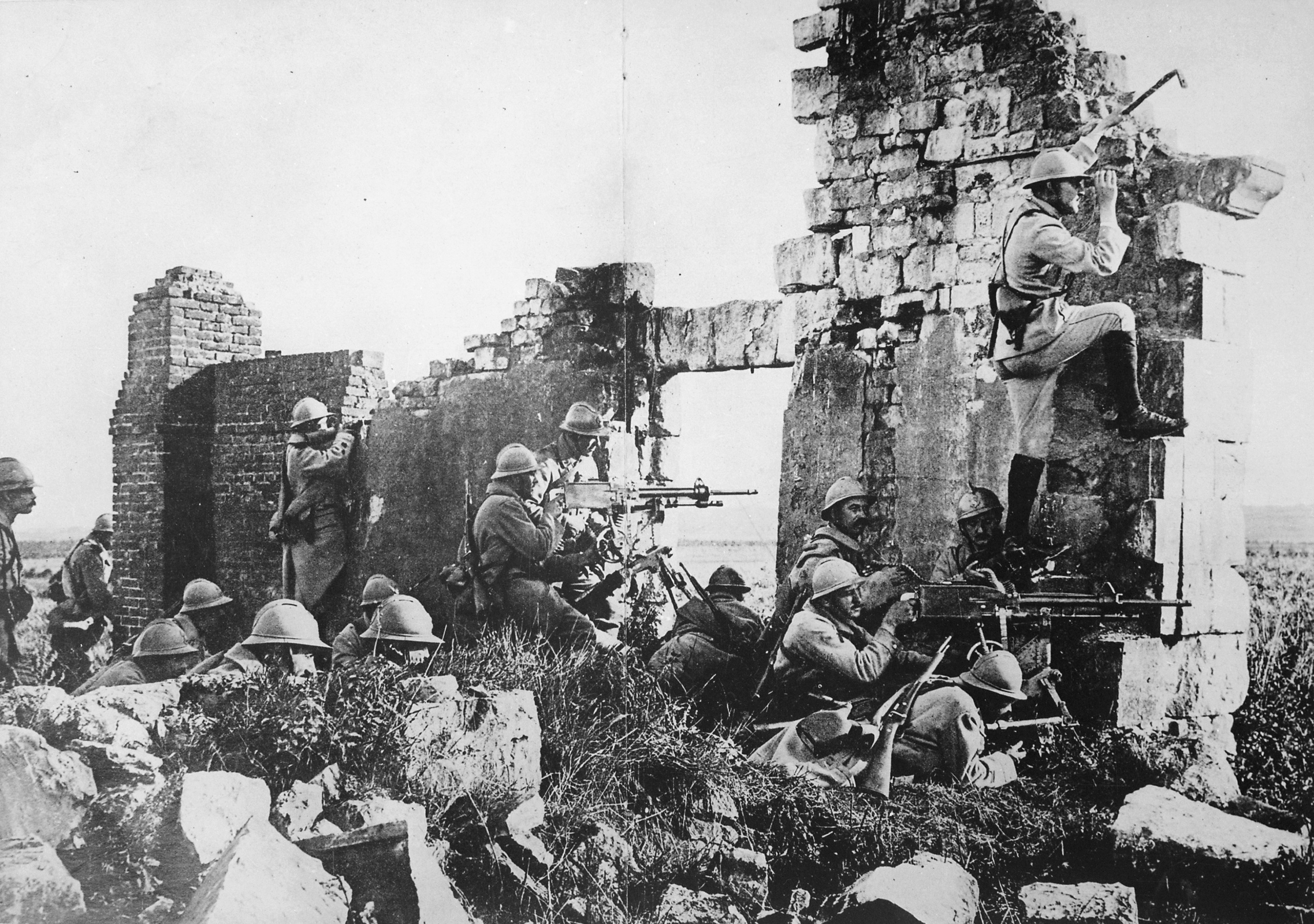
Sezione di St. Étienne dell'esercito francese sulla Marna, 1918

Nel 1893, il capitano Adolph von Odkolek, ufficiale dell'esercito asburgico, ideò e costruì un prototipo di mitragliatrice che utilizzava il recupero dei gas di espulsione dei proietti per muovere la culatta e permettere il caricamento e sparo automatico, sistema definito a recupero di gas. Propose la sua invenzione alla ditta francese Hotchkiss che mise la in produzione come modello 1897 e poi modello 1900.
Il governo francese comprò una fornitura di mitragliatrici modello 1900, per poi richiedere ai propri arsenali di produrre una mitragliatrice analoga. L'arsenale di stato di Puteaux costruì il modello 1905 che implementava due migliorie: un sistema di recupero del gas posto anteriormente alla canna ed un meccanismo per regolare la cadenza di tiro da 8 a 650 colpi al minuto. Il modello presentava problemi di raffreddamento ed era molto complicato da costruire e da mantenere in efficienza. Per questi difetti la mitragliatrice fu utilizzata nei territori d'oltremare e nelle fortificazioni.
Il governo richiese alla Manufacture d'armes de Saint-Étienne (MAS), azienda di stato, una versione migliorata, il modello 1907, che però continuava ad essere composto da un numero di componenti distinte doppio rispetto al modello della Hotchkiss Mod 1914 (64 rispetto a 32).
Alla mobilitazione, nel 1914, erano già state consegnate circa 4000 Saint-Étienne.
nei primi mesi del 1914 tutte le armi in dotazione furono modificate,  e gli fu assegnata la denominazione 1907 T (T "transformé", modificato in lingua francese). Fu dotato di un nuovo regolatore anulare dei gas per variare la cadenza di tiro, un sistema di mira che compensava le deformazioni da calore e un sistema d'alimentazione modificato per poter utilizzare i nastri in tela da 300 colpi. Queste modifiche furono estese nel tempo a tutte le unità in servizio.
Il modello 1907 fu costruito dalla Saint-Étienne (30.000 unità costruite) e dalla Châtellerault (11.000)  con una produzione mensile massima di 1.900 armi. I problemi di raffreddamento e manutenzione ne fecero un'arma poco apprezzata dalle squadre al fronte. I metalli impiegati non resistevano al surriscaldamento. La complessità dei suoi meccanismi era incompatibile con l'ambiente difficile delle trincee. A partire dal luglio del 1917, fu ritirata dalle unità di prima linea e sostituita dalle Hotchkiss Mod. 1914. La produzione cessò nel novembre del 1917.

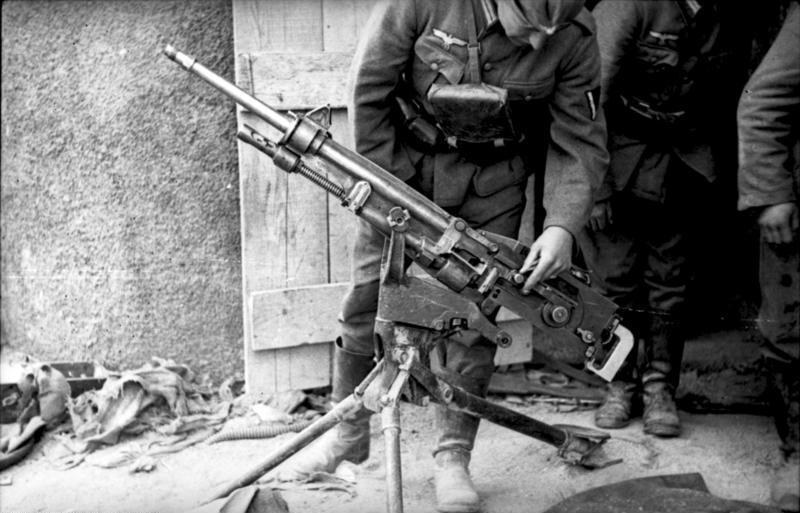
Soldati tedeschi ispezionano una St. Étienne, 1940.

Le armi ancora efficienti furono in parte inviate nei territori coloniali francesi ed in parte vendute all'Italia. L'Autoblindo Ansaldo-Lancia 1ZM era equipaggiata con tre Saint-Étienne. Alcuni esemplari furono utilizzati dall'esercito statunitense in Messico nel 1917. Sempre nel 1917, come aiuto alla ricostruzione dell'esercito greco, furono inviati 2.000 esemplari in Grecia, alcuni dei quali erano ancora in linea sul fronte all'invasione nazista del 1941. Nel 1940, una piccola quantità era ancora in servizio nell'esercito francese, presso unità della riserva o dell'antiarea. Lo stesso anno, secondo lo Stato maggiore del Regio Esercito, erano disponibili 4270 mitragliatrici Saint-Étienne, che durante la seconda guerra mondiale vennero impiegate dalla Milizia per la difesa antiaerea territoriale (MDICAT), in postazione fissa, per la difesa contraerea.

## Funzionamento

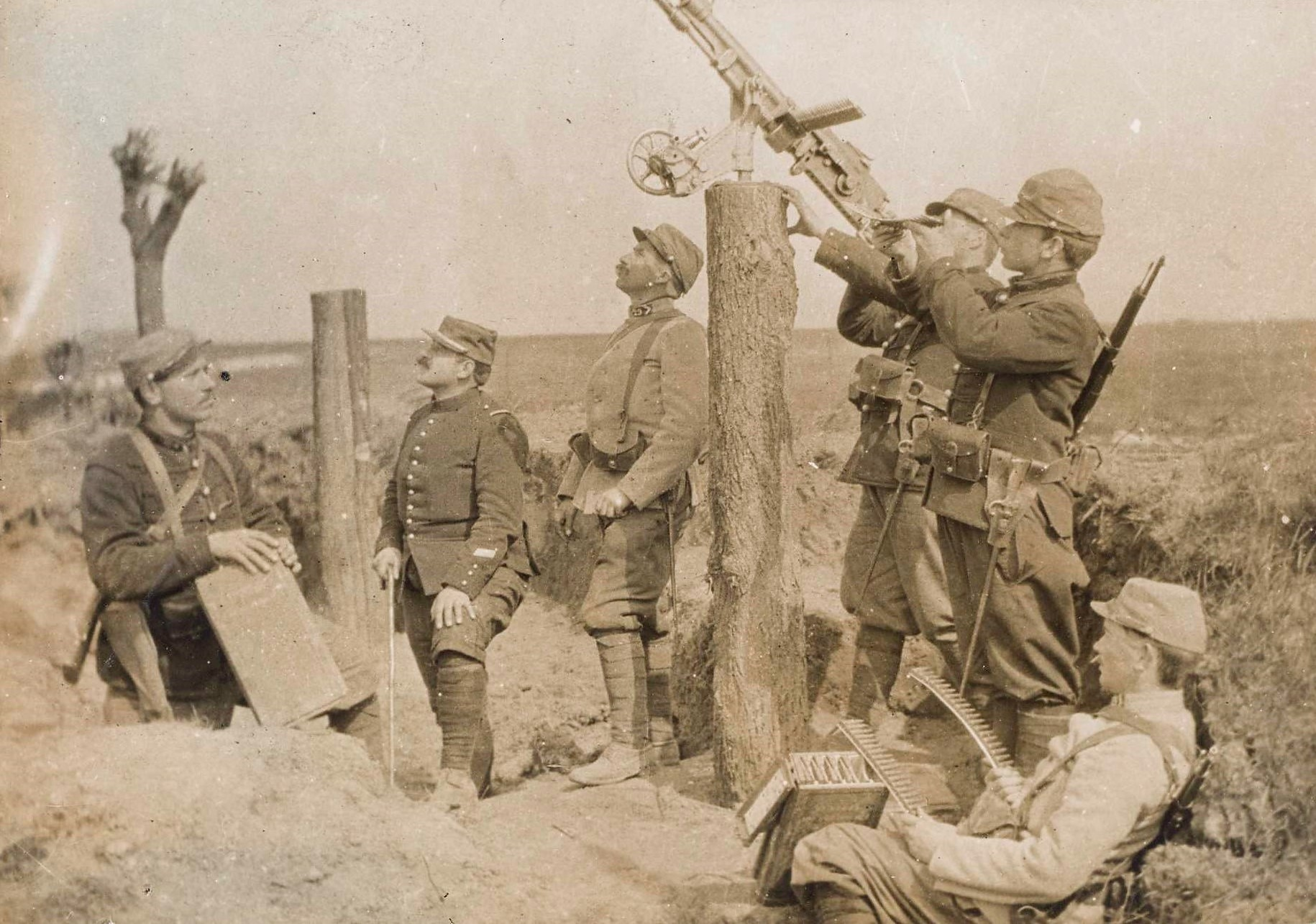
Saint-Étienne utilizzata in funzione antiaereo, è evidente l'alimentazione a lastrine da 25 colpi.

La mitragliatrice mod. 1907 basa il suo funzionamento sull'estrazione dei gas da un orifizio posto a metà della canna che aziona un pistone verso l'avanti, il quale, attraverso un'asta di rinvio muove un sistema cremagliera-settore dentato-camma che inverte il movimento per permettere lo sbloccaggio della culatta ed il suo ritorno indietro.
La culatta, arretrando, espelle il bossolo usato.
Una molla di ritorno posta sull'asta del pistone pneumatico imprime movimento verso l'avanti della culatta ed aziona un sistema di ingranaggi che raccoglie il proiettile sulla piastra del caricatore e lo inserisce nella camera di scoppio, la culatta si blocca ed il percussore colpisce la cartuccia facendo partire il colpo.
L'arma ha due grilletti, uno per il colpo singolo e uno per il tiro automatico. Il sistema di regolazione della cadenza di tiro interviene sulla quantità di gas prelevata dalla canna attraverso ad un sistema di fori calibrati che vengono selezionati da un tamburo di regolazione posto attorno alla canna.
Questo sistema riduce la forza di rinculo dell'arma, rendendola più stabile, grazie al moto contrario delle masse del pistone e della culatta.
Ha, però, il difetto di mal adattarsi alle condizioni ambientali difficili della guerra di trincea poiché soggetto ad incepparsi con la polvere ed il fango. Inoltre presenta grosse difficoltà di raffreddamento che venivano parzialmente risolte con la sostituzione frequente della canna.
Il costruttore licenziò l'arma con alimentazione a lastrine da 25 colpi per garantire il raffreddamento dell'arma nelle fasi di ricarica ed evitare surriscaldamenti. Nel 1916 fu introdotta una modifica per l'utilizzo di nastri in tessuto da 300 colpi. Questo sistema non fu usato nelle armi delle unità antiaeree e nelle fortificazioni.

## Utilizzo

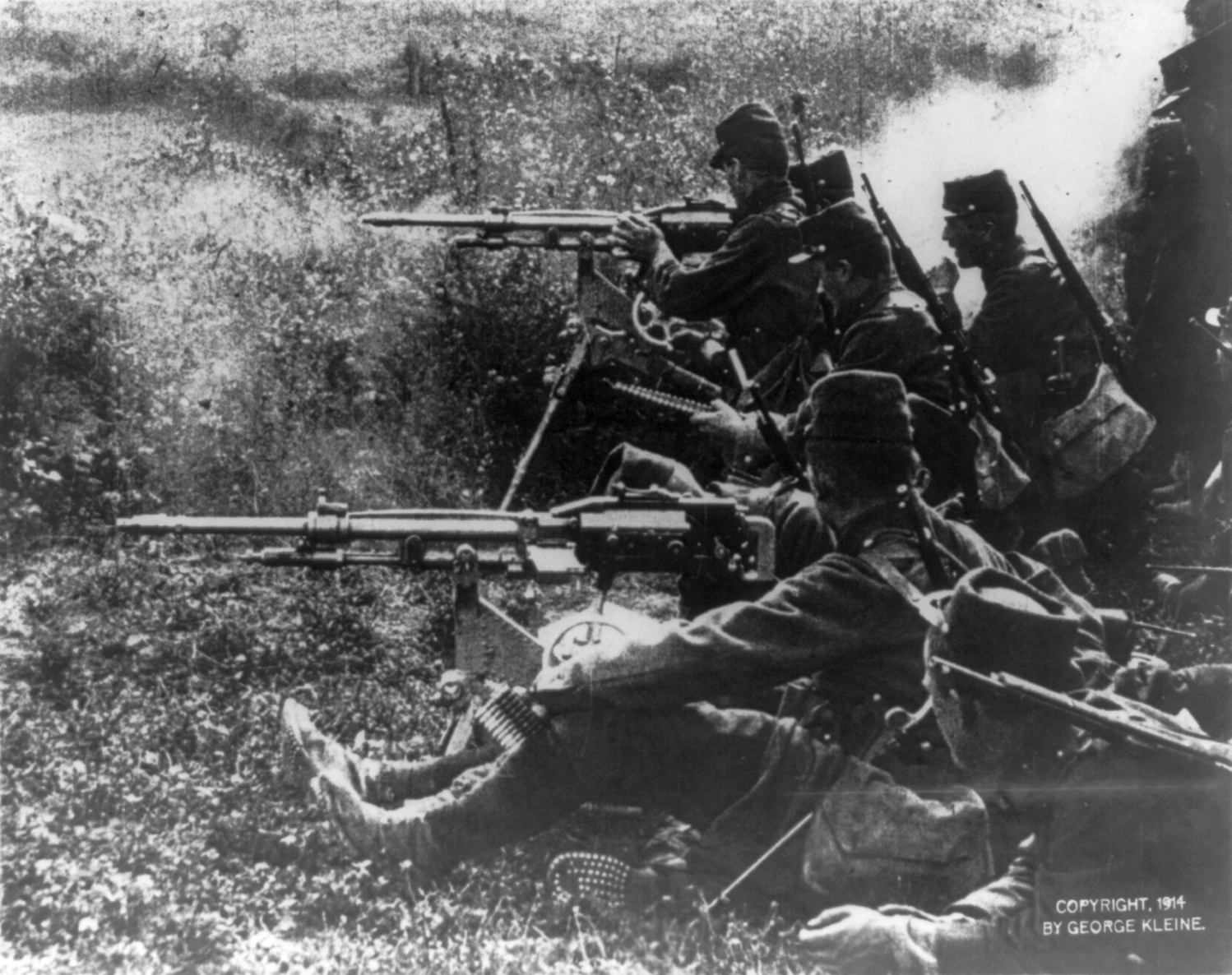
Sezione dell'esercito francese con due mitragliatrici St. Étienne nel 1914

L'arma era servita da quattro uomini, un caporale capo-pezzo, un tiratore, un servente ed un aiuto-servente. Due armi costituivano una sezione comandata da un tenente, coadiuvato da un sergente, un telemetrista ed un armiere. Nel 1914, ciascuna divisione di fanteria era dotata di 24 mitragliatrici (4 gruppi da 6), sia St Étienne Mod. 1907 che Hotchkiss Mod. 1900 o 1914 una sezione per battaglione.

## Accessori dell'arma
L'arma era affustata su un tripode denominato "Affut-trépied modèle 1907C" composto da un treppiede, un affusto ruotante, un manovellismo per la regolazione dell'alzo ed un seggiolino per il mitragliere.
Nel 1915, fu introdotto un tripode standardizzato per poter accogliere sia il modello 1907 che il 1914 Hotchkiss Mle 1914 grazie ad un adattatore. Poteva essere impiegato in posizione seduta, con i supporti anteriori estesi o utilizzato in posizione prona con i supporti reclinati. Ricevette il nome di modello 1915 Omnibus Tripod, venendo anche alleggerito di 6.2kg.
Erano disponibili altri accessori, quali una parafiamma, un affusto antiaereo, un sistema di mira anteriore e posteriore, un periscopio e un kit di ricambi e manutenzione. La mitragliatrice poteva essere trasportata a dorso di mulo, divisa in tre fardelli o su di un carro trainato da due animali.

## L'arma nella cultura
- Il funzionamento e la complessa manutenzione sono ampiamente descritti nel libro di Carlo Emilio Gadda, Giornale di guerra e di prigionia in cui descrive la sua esperienza, nella prima guerra mondiale, di ufficiale nel corpo degli Alpini assegnato ad un battaglione equipaggiato con le Saint-Étienne.
- Nel film The Legionary - Fuga all'inferno  del 1998, viene raffigurato il protagonista che partecipa alla dimostrazione dell'uso di una Saint-Étienne.